# Centro nazionale di epidemiologia, sorveglianza e promozione della salute
Il Centro nazionale di epidemiologia, sorveglianza e promozione della salute (acronimo: CNESPS) è stata una struttura tecnico-scientifica dell'Istituto Superiore di Sanità (ISS), istituita nel 2005 e chiusa nel 2015 per decisione di Walter Ricciardi nominato Commissario dell'Istituto Superiore di Sanità dal Governo Renzi.
La missione del Centro era lo sviluppo e l'applicazione di studi e ricerche miranti alla protezione e alla sorveglianza della salute umana e alla valutazione dei servizi sanitari. Per realizzare la sua missione opera attraverso l'integrazione di attività di servizio e di ricerca epidemiologica applicata nella sanità pubblica, con speciale attenzione a fornire risposte ai problemi scientifici del Servizio Sanitario Nazionale, del Ministero della salute, delle Regioni e delle Aziende Sanitarie.

## Direzione
Nel 2010 e fino al 2015 il Cnesps era diretto dall'epidemiologa Stefania Salmaso.

## Reparti
- Epidemiologia clinica e linee guida
- Epidemiologia dei tumori
- Epidemiologia delle malattie cerebro- e cardiovascolari
- Epidemiologia delle malattie infettive
- Epidemiologia genetica
- Farmacoepidemologia
- Salute della donna e dell'età evolutiva
- Salute della popolazione e suoi determinanti
- Salute mentale

## Unità afferenti
- Ufficio di Statistica
- Registro Nazionale della Procreazione medicalmente assistita
- Unità di Formazione e Comunicazione

## Tematiche
- Anziani: Gli anziani sono un importante target del servizio sanitario sia per le patologie legate al naturale invecchiamento, sia per il loro peso sociale, amplificato dalla modificata struttura della popolazione e dall'aumentata speranza di vita. Vari sono i reparti del CNESPS che si occupano di questa tematica nei suoi svariati aspetti patologici o assistenziali.
- Comunicazione e formazione: Il Centro è attivamente impegnato in attività di comunicazione rivolte agli operatori. Dal 2001  EpiCentro, il portale di epidemiologia,[5] veicola l'informazione epidemiologica con lo scopo di condividere le risorse e costruire una rete di collaborazione con coloro che operano nel territorio. L'offerta formativa "classica" va dai corsi di epidemiologia e biostatistica di base e avanzata, a quelli più specifici: uso di package per l'analisi statistica dei dati, pianificazione e valutazione sanitaria, sorveglianza, comunicazione e diffusione delle informazioni, farmacoepidemiologia, epidemiologia clinica, cardio-vascolare, genetica, neurologica, psichiatrica, salute della donna ecc.
- Diabete: Per il suo rilevante peso socio-sanitario, il diabete, insieme ai tumori, alle malattie cardiovascolari e alle malattie respiratorie, rientra tra gli obiettivi di prevenzione attiva del Piano Sanitario Nazionale. Nell'ambito del progetto Igea [6] i sta realizzando un insieme di azioni volte a favorire il miglioramento dell'assistenza al paziente diabetico.
- Farmaci: Studio delle modalità di impiego dei farmaci e degli effetti che ne conseguono (studi di tossicità e sicurezza, reazioni avverse e complicanze, profilo beneficio-rischio, studi di appropriatezza delle prescrizioni, sorveglianza post-marketing) con l'obiettivo di fornire informazioni che possono essere utilizzate come base di riferimento per i processi decisionali in questo settore della sanità pubblica, in particolare per la modifica delle indicazioni terapeutiche e per la sospensione della commercializzazione.
- Fattori di rischio e stili di vita: È stato attivato il sistema di sorveglianza Passi[7] e OKkio alla SALUTE[8], con lo scopo di effettuare un monitoraggio sullo stato della salute della popolazione italiana attraverso una serie di indagini.
- Gemelli e genetica:  Il Centro gestisce il Registro Nazionale Gemelli un registro di popolazione costituito da coppie di gemelli italiani che vogliono partecipare a ricerche di carattere medico e scientifico finalizzate al miglioramento della salute di tutta la popolazione. [9]
- Malattie cerebro e cardiovascolari: Il Progetto Cuore ha realizzato strumenti per la valutare la probabilità di sviluppare un infarto del miocardio o ictus.[10]
- Malattie cronico-degenerative
- Malattie infettive e vaccinazioni: Il monitoraggio delle malattie infettive è cruciale per identificare eventuali epidemie, studiare i fattori di rischio, valutare le possibili strategie di prevenzione e controllo, e descriverne l'impatto. Creata InfluNet una sorveglianza della sindrome influenzale con l'obiettivo è descrivere i casi di influenza, stimare l'incidenza settimanale della sindrome influenzale durante la stagione invernale, in modo da stimare durata e intensità dell'epidemia.[11]
- Mortalità e altri indicatori: Banca dati mortalità in Italia: analisi sistematica della distribuzione della mortalità per causa nel tempo e nello spazio.[12]
- Salute mentale
- Salute riproduttiva
- Tumori

### Registri nazionali
- Gemelli, su iss.it. URL consultato il 16 aprile 2010 (archiviato dall'url originale il 25 aprile 2010).
- Procreazione medicalmente assistita, su iss.it.